# Hoplolatilus oreni
Hoplolatilus oreni är en fiskart som först beskrevs av Clark och Ben-tuvia, 1973.  Hoplolatilus oreni ingår i släktet Hoplolatilus och familjen Malacanthidae. Inga underarter finns listade i Catalogue of Life.